# Rychlobruslení na Zimních olympijských hrách 2010 – 1000 metrů ženy
Závod na 1000 metrů žen na Zimních olympijských hrách 2010 se konal v hale Richmond Olympic Oval v Richmondu dne 18. února 2010. Z českých závodnic se jej zúčastnila Karolína Erbanová.

## Výsledky
| Pořadí           | Dvojice | Dráha | Jméno                         | Země                   | Čas      | Ztráta |
| ---------------- | ------- | ----- | ----------------------------- | ---------------------- | -------- | ------ |
| Zlatá medaile    | 17      | I     | Christine Nesbittová          | Kanada                 | 1:16,56  | 0,00   |
| Stříbrná medaile | 16      | O     | Annette Gerritsenová          | Nizozemsko             | 1:16,58  | +0,02  |
| Bronzová medaile | 13      | O     | Laurine van Riessenová        | Nizozemsko             | 1:16,72  | +0,16  |
| 4.               | 18      | I     | Kristina Grovesová            | Kanada                 | 1:16,78  | +0,22  |
| 5.               | 15      | I     | Nao Kodairaová                | Japonsko               | 1:16,80  | +0,24  |
| 6.               | 18      | O     | Margot Boerová                | Nizozemsko             | 1:16,94  | +0,38  |
| 7.               | 11      | I     | Jennifer Rodriguezová         | Spojené státy americké | 1:17,08  | +0,52  |
| 8.               | 12      | O     | Ireen Wüstová                 | Nizozemsko             | 1:17,28  | +0,72  |
| 9.               | 12      | I     | Heather Richardsonová         | Spojené státy americké | 1:17,37  | +0,81  |
| 10.              | 2       | O     | Hege Bøkková                  | Norsko                 | 1:17,43  | +0,87  |
| 11.              | 7       | I     | Jekatěrina Šichovová          | Rusko                  | 1:17,46  | +0,90  |
| 12.              | 3       | O     | Karolína Erbanová             | Česko                  | 1:17,53  | +0,97  |
| 13.              | 2       | I     | Ko Hjon-suk                   | Severní Korea          | 1:17,63  | +1,07  |
| 14.              | 11      | O     | Anni Friesingerová-Postmaová  | Německo                | 1:17,71  | +1,15  |
| 15.              | 16      | I     | Sajuri Jošiiová               | Japonsko               | 1:17,81  | +1,25  |
| 16.              | 1       | O     | Jekatěrina Ajdovová           | Kazachstán             | 1:17,85  | +1,29  |
| 17.              | 3       | I     | Jenny Wolfová                 | Německo                | 1:17,91  | +1,35  |
| 18.              | 9       | O     | Ťin Pchej-jü                  | Čína                   | 1:17,97  | +1,41  |
| 19.              | 4       | O     | Chiara Simionatová            | Itálie                 | 1:18,02  | +1,46  |
| 20.              | 13      | I     | Olga Fatkulinová              | Rusko                  | 1:18,13  | +1,57  |
| 21.              | 6       | I     | Shannon Rempelová             | Kanada                 | 1:18,174 | +1,61  |
| 22.              | 17      | O     | Monique Angermüllerová        | Německo                | 1:18,179 | +1,61  |
| 23.              | 10      | O     | I Sang-hwa                    | Jižní Korea            | 1:18,24  | +1,68  |
| 24.              | 15      | O     | Wang Pej-sing                 | Čína                   | 1:18,30  | +1,74  |
| 25.              | 14      | I     | Brittany Schusslerová         | Kanada                 | 1:18,31  | +1,75  |
| 26.              | 14      | O     | Elli Ochowiczová              | Spojené státy americké | 1:18,33  | +1,77  |
| 27.              | 8       | I     | Jekatěrina Malyševová         | Rusko                  | 1:18,56  | +2,00  |
| 28.              | 9       | I     | Jekatěrina Lobyševová         | Rusko                  | 1:18,785 | +2,22  |
| 29.              | 1       | I     | Rebekah Bradfordová           | Spojené státy americké | 1:18,788 | +2,22  |
| 30.              | 4       | I     | Sophie Muirová                | Austrálie              | 1:18,79  | +2,23  |
| 31.              | 10      | I     | Katarzyna Bachledová-Curuśová | Polsko                 | 1:19,00  | +2,44  |
| 32.              | 7       | O     | Jü Ťing                       | Čína                   | 1:19,13  | +2,57  |
| 33.              | 8       | O     | Žen Chuej                     | Čína                   | 1:19,18  | +2,62  |
| 34.              | 5       | O     | Tomomi Okazakiová             | Japonsko               | 1:19,41  | +2,85  |
| 35.              | 6       | O     | Miho Takagiová                | Japonsko               | 1:19,53  | +2,97  |
| 99.              | 5       | I     | Kim Ju-lim                    | Jižní Korea            | DNF      | +9,99  |

### Mezičasy medailistek
| Jméno                  | Země       | 200 m         | 600 m         | Cíl             |
| ---------------------- | ---------- | ------------- | ------------- | --------------- |
| Christine Nesbittová   | Kanada     | 18,36 (0,00)  | 46,47 (0,00)  | 1:16,56 (0,00)  |
| Annette Gerritsenová   | Nizozemsko | 17,89 (−0,47) | 45,93 (−0,54) | 1:16,58 (+0,02) |
| Laurine van Riessenová | Nizozemsko | 18,08 (−0,28) | 46,24 (−0,23) | 1:16,72 (+0,16) |